# چت براندنبورگ
چت براندنبورگ (انگلیسی: Chet Brandenburg؛ ‏ ۱۵ اکتبر ۱۸۹۷ – ۱۷ ژوئیهٔ ۱۹۷۴) بازیگر اهل ایالات متحده آمریکا بود. او در بیش از ۴۰۰ فیلم بین سال‌های ۱۹۲۴ و ۱۹۶۳ ظاهر شد.
او برادر هنرپیشه اد براندنبورگ بود.

## گزیدهٔ فیلم‌شناسی
- اسلحه‌ها در بعد از ظهر (۱۹۶۲)
- مردی که لیبرتی والانس را کشت (۱۹۶۲)
- محاکمه در نورنبرگ (۱۹۶۱)
- روح سنت لوئیس (۱۹۵۷)
- بیست هزار فرسنگ زیر دریا (۱۹۵۴)
- جنگ دنیاها (۱۹۵۳)
- هانس کریستیان آندرسن (۱۹۵۲)
- نشان سرخ دلیری (۱۹۵۱)
- جنگل آسفالت (۱۹۵۰)
- اوج التهاب (۱۹۴۹)
- داج سیتی، کانزاس (۱۹۳۹)
- ماجراهای رابین‌هود (۱۹۳۸)
- پسران صحرا (۱۹۳۳)
- زحمت را کم کن (۱۹۳۲)
- زندان (۱۹۲۹)
- دقیقاً درست می‌گی (۱۹۲۸)
- آیا مردان متأهل باید به خانه بروند؟ (۱۹۲۸)
- دو ملوان (۱۹۲۸)
- دست مریزاد (۱۹۲۷)
- با عشق و نارضایتی (۱۹۲۷)
- فضاهای خیلی باز (۱۹۲۴)